# Mario Saralegui
Mario Daniel Saralegui Iriarte, mais conhecido como Mario Saralegui (Artigas, 24 de abril de 1959), é um treinador e ex-futebolista uruguaio que atuava como meia. Atualmente, no Penãrol.

## Carreira
Se destacou no Peñarol, onde iniciou e também onde colocou termo à sua carreira, em 1993. e depois defendeu outros clubes: Elche, River Plate, Estudiantes e Barcelona de Guayaquil. tendo disputou a 1986, mas não fez o suficiente para reerguer a Celeste após o bicampeonato mundial e deixado a Seleção Uruguaia ainda em 1986, com apenas 27 anos.
Em seguida, inicia como treinador. no Frontera Rivera e depois comandando o  Wanderers de Artigas, Peñarol, Uruguay Montevideo, Progreso, Peñarol, Central Español e estando anteriormente no Juventud de Las Piedras.

## Títulos
Uruguai
- Sul-Americano de Futebol Sub-20: 1977
- Copa América: 1983

Peñarol
- Campeonato Uruguaio: 1978, 1979, 1981, 1982, 1985 e 1993
- Mundial de Clubes: 1982
- Copa Libertadores da América: 1982

River Plate
- Copa Libertadores da América: 1986
- Mundial de Clubes: 1986